# Лак Тіо
Лак Тіо — найбільше у світі родовище гематит-ільменітових руд, що знаходиться в провінції Квебек, має запаси 125 млн т. В ільменітових концентратах міститься 35 % двооксиду титану і 40 % заліза.